# Hummels Wharf
La census-designated place de Hummels Wharf est située dans le comté de Snyder, dans le Commonwealth de Pennsylvanie, aux États-Unis. Sa population, qui s’élevait à 1 353 habitants lors du recensement de 2010, est estimée à 1 456 habitants au 1er juillet 2020.

## Source
- (en) Cet article est partiellement ou en totalité issu de l’article de Wikipédia en anglais intitulé « Hummels Wharf, Pennsylvania » (voir la liste des auteurs).

1. ↑  (en) « Hummels Wharf, Snyder, Pennsylvania detailed profile » [« Données sur Hummels Wharf, comté de Snyder, Pennsylvanie »] (consulté le 2 janvier 2021)
2. ↑  (en) « Hummels Wharf, Pennsylvania - Basic Facts » [« Données sur Hummels Wharf »], sur pennsylvania.hometownlocator.com (consulté le 2 janvier 2021)